# Jaroslav Krepčík
Jaroslav Vojtěch Krepčík (26. února 1880, Telč – 6. března 1959, Praha) byl český sochař, malíř, grafik a restaurátor, původem z Moravy.

## Život
Narodil se v rodině obecního důchodního Josefa a jeho manželky Julie jako druhorozený z deseti dětí. V letech 1894 nastoupil na C. a K. odbornou školu sochařsko-kamenickou v Hořicích. Jeho spolužáky v ročníku zde byli Jan Štursa a Ladislav Kofránek. Absolvovali společně v roce 1898 a postupně byli všichni tři přijati na C. k. Akademii umění do Prahy k profesoru J. V. Myslbekovi. Krepčík zde studoval v letech 1900 až 1904.
Po studiích se usadil v Praze. Podnikl spolu se svými přáteli studijní cesty, nejdříve do Itálie v roce 1906 a v následujícím roce do Paříže. V roce 1908 se stal členem Sdružení výtvarných umělců moravských (SVUM) a přibližně ve stejné době také členem Jednoty umělců výtvarných (JUV), se kterými se účastnil kolektivních výstav.
V roce 1914 se oženil s Annou Brejchovou ve farním kostele v Bubenči. Anna Brejchová byla jeho partnerkou po celý život, jejich manželství bylo bezdětné. V roce 1914 se stal asistentem modelování při Akademii umění v Praze, ale již za rok byl odveden do armády.
Za druhé světové války v roce 1941 měl první samostatnou výstavu v Nové síni JUV v Praze.

## Dílo

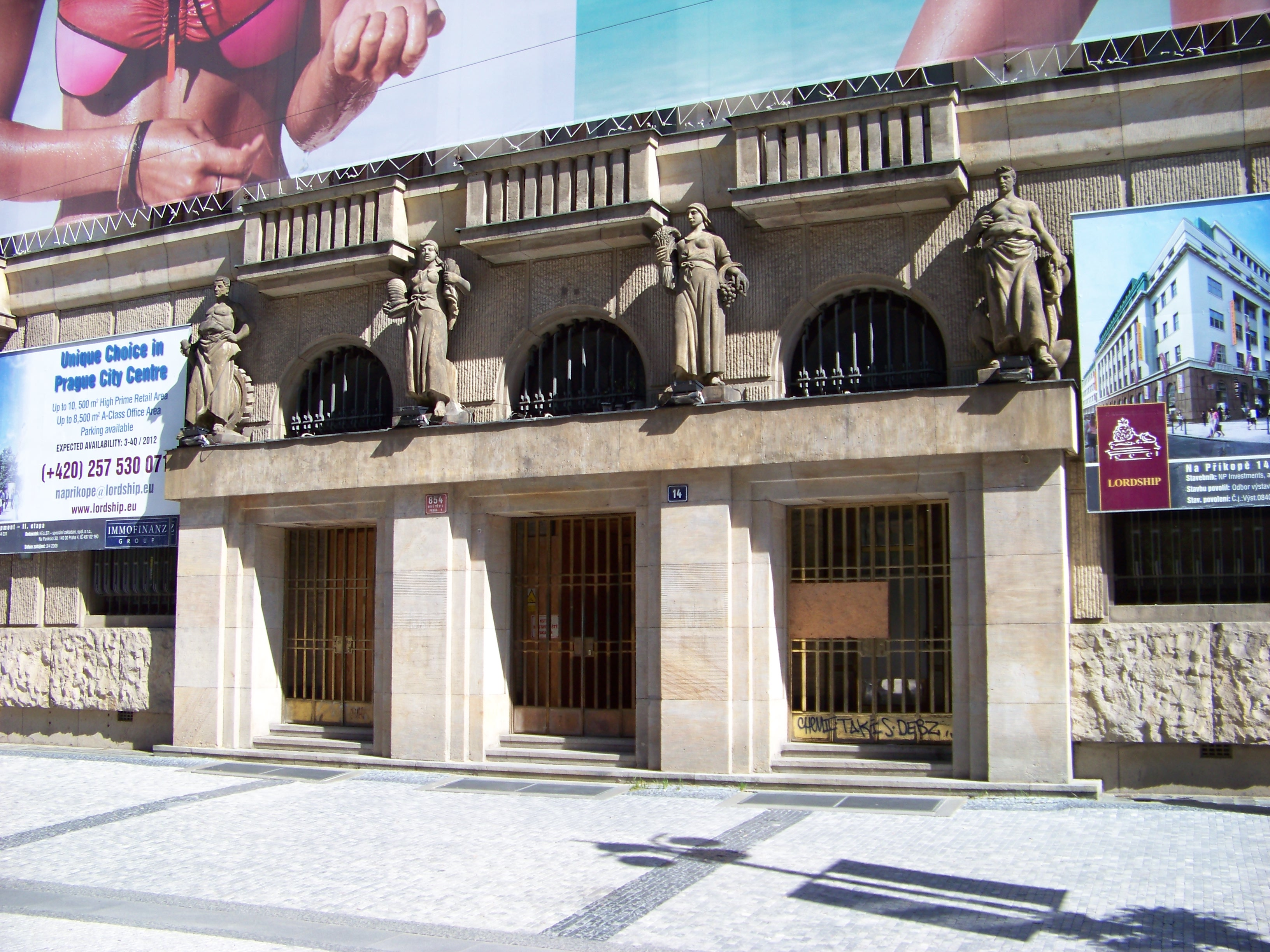
Palác bývalé Československé průmyslové banky (nyní ČSOB, Praha, Na příkopě 854), portál

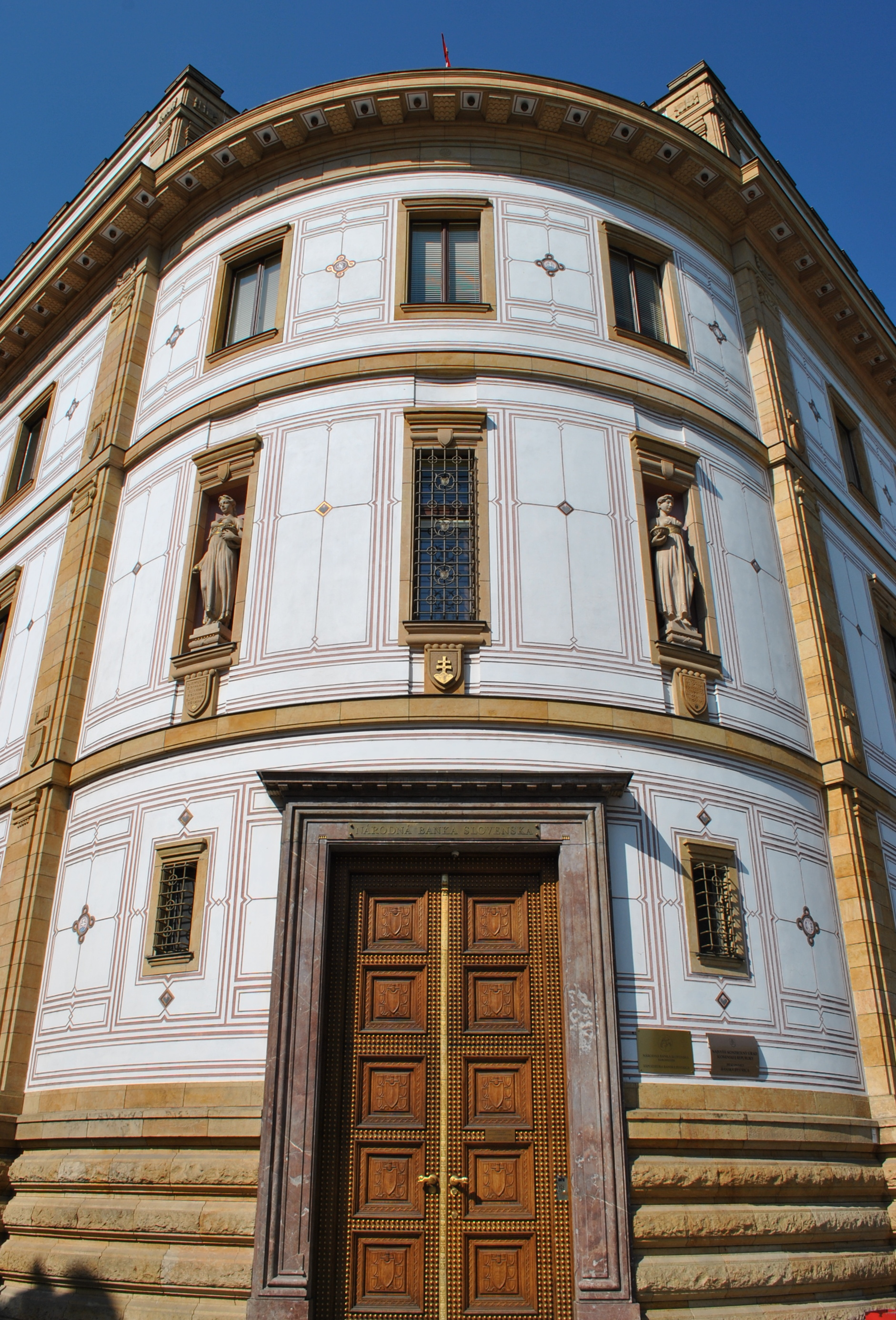
Rohové průčelí bývalé filiálky Národní banky Československé v Banské Bystrici

V letech 1906 až 1907 spolupracoval s L. Kofránkem a dalšími dvěma kolegy na historicky prvním restaurování Braunových soch v Betlémě u Kuksu.
Do první světové války se zabýval tvorbou drobných plaket: Koza (1907), Pelikáni (1907), Po koupeli, Ženský akt (kolem 1907), portrétů a hlav: Svatopluk Čech (1909), V. Nechleba (1904), Agonie (1907), Studie hlavy (1908) a také grafických listů, které jsou dnes často dokumentem již neexistující pražské zástavby: Dvorek u Šišlingů (před 1909), Kostel sv. Ducha (před 1914) a další.
Přibližně ve dvacátých letech nalézáme v jeho díle zájem o realisticky pojatý poetický ženský akt: Po koupeli (před 1920), Eva (poprsí, 1921), Leknín (1928), Somnambula (1931).
V letech 1922–1923 se Krepčík věnoval restaurátorské práci na Brokofově morovém sloupu Panny Marie Neposkvrněné na Hradčanském náměstí a o rok později restauroval Braunův mariánský sloup v Jaroměři.
Na přelomu 20. a 30. let se Krepčík dostal k několika veřejným zakázkám. Jedná se především o tři soubory alegorických: 
- personifikace Obchodu, Zemědělství, Péče o rodinu a Průmyslu na průčelí pojišťovny Internacionale ve Spálené ulici 51 v Praze
- čtveřice alegorických postav (Obchod, Zemědělství, Peněžnictví, Průmysl) na budově Československé průmyslové banky v Praze v ulici Na příkopě 14
- dvojice postav pro rohové průčelí filiálky tehdejší Národní banky československé v Banské Bystrici (nyní Národní banka Slovenska).

Mezi další veřejné zakázky lze zařadit pamětní desku umístěnou nad schodištěm muzea v Národním památníku v Praze a v roce 1938 vytvořený pomník padlým občanům Telče.
Ve 30. letech 20. století vytvořil řadu portrétů veřejných osobností: senátora Gustava Habrmana (před 1932), majora Floriana Zapletala (před 1936), Dr. Edvarda Beneše (1937), T. G. Masaryka (1937) a dalších. V tomto období se v jeho díle také významně objevilo téma rybolovu: reliéf Rybáři – Zátah (1935), reliéf Rybáři u ohniště (1939), Rybář s kaprem (1934), Moravský rybář (1933).

### Zastoupení ve sbírkách
- Alšova jihočeská galerie v Hluboké nad Vltavou
- Galerie hlavního města Prahy
- Galerie moderního umění v Hradci Králové
- Galerie moderního umění v Roudnici nad Labem
- Galerie plastik Hořice
- Galerie Středočeského kraje v Kutné Hoře
- Galerie výtvarného umění v Hodoníně
- Galerie výtvarného umění v Ostravě
- Moravská galerie v Brně
- Muzeum hlavního města Prahy
- Muzeum Vysočiny Jihlava
- Národní galerie Praha
- Oblastní galerie Liberec
- Oblastní galerie Vysočiny v Jihlavě
- Památník národního písemnictví Praha
- Ústav dějin umění Akademie věd České republiky